# 동북아시아 조약 기구
동북아시아 조약 기구(NEATO, 니토)는 동북아시아의 집단방위를 위해 제안된 국제 기구였다. 이 기구는 미국, 일본, 대한민국, 필리핀, 타이완으로 구성될 계획이었다.

## 배경
미국의 국무장관을 역임한 존 포스터 덜레스는 1950년대에 동북아시아에서 공산주의의 영향력에 대항하기 위해 이러한 동맹을 형성할 가능성을 고려했다.
1954년 12월 16일, 존 E. 헐 장군은 대한민국과 일본 사이의 관계를 고려할 때, 동북아시아 집단안보조약에 대한민국과 일본을 고려하는 것은 시기상조라고 표명했다. 이후 12월 21일, 한일 관계 개선에 대해 대한민국 주재 미국 대사는 동북아시아의 집단안보체제 구상에 동의를 표했다. 하나 대한민국-일본 관계 개선의 부재로 대한민국 측에서 일본을 동북아시아 집단안보체제에서 제외를 하자는 의견이 있었다. 1955년 1월 17일, 서울에 있었던 기자 회견 당시 변영태 외무장관은 NEATO 건에 대해 다시 언급을 한 바가 있었다.

## 논란
대표적으로 두 가지 사안이 동북아시아 조약 기구의 창설을 막았다.
첫째, 일제강점기에 대한 한국인들의 기억이다. 일본인의 한국 내 재산, 공해상에서의 어업, 재일 한국인 등 쟁점이 어느 정도 풀렸음에도 불구하고 한국인의 일본에 대한 시선은 여전했고, 이로 한일 관계는 좀처럼 나아지지 않았다.
둘째, 당시 국제 분쟁을 해결하기 위해 '전쟁의 포기'라는 내용이 포함된 일본국 헌법 제9조을 규정한 것에 있었다. 또한 미국은 미일안전보장조약으로 인해 일본 영토에 군인을 주둔시키고 주일 미군 기지의 유지 비용을 부담하는 대가로 제3국의 공격을 받을 경우 일본을 방어하는 역할을 수행해 왔다.

## 영향
미국은 동북아시아 조약 기구 대신 동아시아 국가들과의 개별적인 양자 동맹에 초점을 맞춘 샌프란시스코 강화 조약 체제에 의존했다.

## 같이 보기
- 미일안전보장조약
- 한미상호방위조약
- 미국-중화민국 상호방위조약